# Shea Groom
Shea Ellese Groom (* 4. März 1993 in Liberty, Missouri) ist eine US-amerikanische Fußballspielerin, die seit der Saison 2019 beim Reign FC in der National Women’s Soccer League unter Vertrag steht.

## Karriere

### Verein
Anfang 2015 wurde Groom beim College-Draft der NWSL in der zweiten Runde an Position zwölf vom FC Kansas City verpflichtet. Ihr Ligadebüt gab sie am 12. April 2015 gegen den Sky Blue FC als Einwechselspielerin für Erika Tymrak. Zur Saison 2018 wechselte sie gemeinsam mit ihrer Mitspielerin Christina Gibbons zum Sky Blue FC. Von 2019 bis Anfang 2020 gehörte sie dann dem Kader des Reign FC an. Im Februar 2020 ging sie weiter zu Houston Dash.

### Nationalmannschaft
Groom wurde im März 2014 zum Sechs-Nationen-Turnier in La Manga erstmals in die US-amerikanische U-23-Auswahl berufen und kam im Rahmen des Turniers zu einem Einsatz. Beim Turnier des Folgejahres stand sie erneut im Aufgebot der Vereinigten Staaten. Im März 2016 war sie Teil der U-23-Nationalmannschaft beim jährlichen Istrien-Cup.

## Erfolge
- 2015: Meister der NWSL (FC Kansas City)